# Щербина Галина Михайлівна
Щербина Галина Михайлівна (рос. Щербина Галина Михайловна; 8 серпня 1938, Ростов-на-Дону, РРФСР, СРСР) — радянський український художник кіно, художник-постановник.

## Життєпис
Народилася в родині робітника.
Закінчила Всесоюзний державний інститут кінематографії (1967).
З 1967 р. — художник-постановник Одеської кіностудії художніх фільмів.
Член Національних спілок художників і кінематографістів України.

## Фільмографія
Художник-постановник:
- «День ангела» (1968)
- «13 доручень» (1969, т/ф)
- «Валерка, Ремка + ...» (1970)
- «Синє небо» (1971)
- «Легка вода» (1972, т/ф)
- «Здрастуйте, лікарю!» (1973, т/ф)
- «Контрабанда» (1974)
- «Подарунок долі» (1979)
- «Алегро з вогнем» (1979)
- «Квіти лугові» (1981)
- «Пригоди Петрова і Васєчкіна, звичайні й неймовірні» (1983)
- «Канікули Петрова і Васєчкіна, звичайні й неймовірні» (1984)
- «Любочка» (1984)
- «Без сина не приходь!» (1986)
- «Увага: Відьми!» (1990) та ін.

Художник по костюмах:
- «Чутливий міліціонер» (1992)